# Dunlop (formaggio)
Il dunlop è un formaggio a pasta molle di origine scozzese altrimenti detto sweet-milk cheese (formaggio lattiginoso) di consistenza simile al formaggio Cheddar.
Originariamente prodotto nella Scozia sud-occidentale nel XVIII secolo, cadde in desuetudine dopo la Seconda guerra mondiale per riacquistare popolarità in tempi recenti, quando si incominciò a riapprezzarne il valore in abbinamento con varie ricette o consumandolo accompagnato dal whisky.
È attualmente prodotto in diverse regioni della Scozia.